# Gustajcie (rejon mariampolski)
Gustajcie (lit. Gustaičiai) – wieś na Litwie, na Suwalszczyźnie, w rejonie mariampolskim w okręgu mariampolskim, koło Ludwinowa.
Za Królestwa Polskiego przynależała administracyjnie do gminy Kwieciszki w powiecie mariampolskim.